# Хидари, Адити Рао
Адити Рао Хидари (англ. Aditi Rao Hydari; род. 28 октября 1986, Хайдарабад, Индия) — индийская актриса и певица, работающая преимущественно в Болливуде и тамильском кинематографе. Хидари дебютировала на экране в фильме на языке малаялам «Праджапати» в 2006 году. В дальнейшем она также снялась в нескольких фильмах на языках телугу и маратхи.
Слава к Адити Рао Хидари пришла после её роли в романтическом триллере Судхира Мишры «Эта чёртова жизнь». Данная роль принесла ей  награду Screen Award за лучшую женскую роль второго плана в 2012 году. С того времени она снималась во второстепенных ролях в нескольких фильмах на хинди, включая музыкальную мелодраму «Рок-звезда» (2011), романтическую комедию «Красотка» (2014) и триллер «Ферзь» (2016). За главную роль в триллере «Бхуми» (2018) Адити Рао Хидари получила премию Dadasaheb Phalke Excellence Award за лучшую женскую роль (по мнению критиков). В 2017 году она снялась в картине режиссёра Мани Ратнама «Среди воздуха» в роли Лилы Абрахам, тем самым заявив о себе в кинематографе на тамильском языке и языке телугу. Хидари в образе царицы Малики-и-Джахан в исторической драме «Падмавати» (2018) была хорошо принята критиками.

## Биография
Адити Рао Хидари родилась 28 октября 1986 года в Хайдарабаде в семье Эхсаана Хидари и его жены Видьи Рао, популярной классической певицы, известной в музыкальных жанрах тумри и дадра. Её отец, умерший в 2013 году, принадлежал к мусульманской общине бохри, а её мать, будучи индуской по рождению, является практикующим буддистом.

### Прорыв и успех (2016—настоящее время)

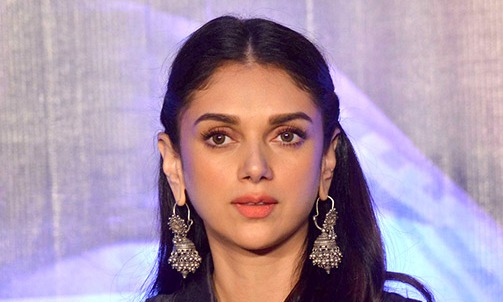
Хидари на медиа-встрече, посвящённой фильму «Ферзь» в 2016 году

В 2016 году Хидари снялась вместе с Амитабхом Баччаном и Фарханом Ахтаром в криминальном триллере Беджоя Намбиара «Ферзь». Фильм рассказывал о двух необычных друзьях: шахматном гроссмейстере, передвигающемся на инвалидной коляске, которого сыграл Баччан, и убитом горем офицере антитеррористической команды, которого сыграл Ахтар. Хидари исполнила роль возлюбленной Ахтара. Фильм вышел 8 января 2016 года, получил преимущественно положительные отзывы и собрал кассу в 8,6 миллионов долларов. Хидари также получила положительную оценку своей игры в картине. Гаятри Гаури в своем обзоре для Firstpost назвала её «желанным отличием от гламурных героинь, которых мы обычно видим на экране». Абхиджит Бхадури из The Times of India отметил, что, несмотря на то, что сюжет фильма не концентрируется на её героине, актриса сумела раскрыть свой образ, «передав все эмоции глазами». Ананья Бхаттачарья из India Today дала игре Хидари высшую оценку, сказав, что она «привнесла ранимости своей героине», но добавив, что у неё в фильме «есть несколько сильных эпизодов».
Затем Хидари снялась в романтической драме Абхишека Капура «Одержимость» вместе с Табу, Адитьей Роем Капуром и Катриной Каиф. В фильме, основанном на романе Чарльза Диккенса «Большие надежды», она исполнила роль юной мисс Хэвишем, которую в позднем возрасте сыграла Табу. Фильм был выпущен 12 февраля 2016 года, получив смешанные отзывы, и не имел успеха в прокате. Однако Хидари получила похвалу за свою игру. Сарита Танвар из Daily News and Analysis в своём обзоре написала: «Адити Рао Хидари смогла полностью раскрыть образ молодой Бегум», а Сурабхи Редкар из Koimoi назвала её «потрясающей». Её третий фильм 2016 года, The Legend of Michael Mishra, получил отрицательные отзывы критиков, при этом в The Times of India отметили, что «привлекательная внешность Адити Рао Хидари — единственная хорошая вещь в этой дилетантской попытке, маскирующейся под художественный фильм, предназначенный для взрослых».

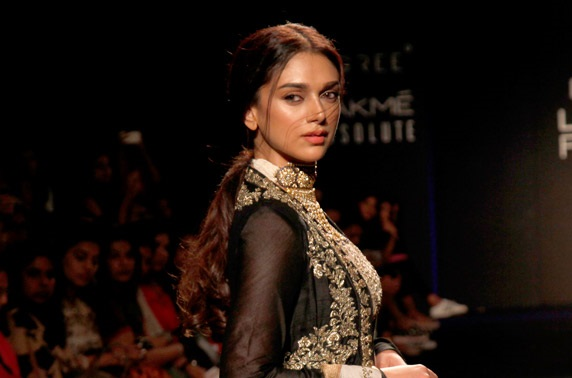
Хидари на дорожке на Lakme Fashion Week в 2017 году

Первой работой с Хидари в 2017 году стал фильм «Среди воздуха», ставший её первым опытом сотрудничества с режиссером Мани Ратнамом и вторым тамильским фильмом в её карьере. Она исполнила роль Лилы Абрахам, врача, работающего в Каргиле во время войны 1999 года, у которой складывались бурные и сложные отношения с лётчиком-истребителем, чью роль исполнил Карти. Картина получила смешанные отзывы; хотя критики в основном хвалили игру Хидари вместе с музыкой Аллы Ракхи Рахмана и операторской работой Рави Вармана. Затем Хидари появилась в качестве главной героини драмы «Бхуми» Омунга Кумара, где роль её отца исполнил Санджай Датт. В том же году Хидари сыграла роль первой жены Ала ад-Дина Хильджи, царицы Мехрунисы, в эпическом фильме «Падмавати» режиссёра Санджая Лилы Бхансали. Фильм был выпущен в прокат 25 января 2018 года на фоне многочисленных споров и протестов. Он получил смешанные отзывы от критиков, но имел кассовый успех. Хидари была удостоена похвалы за её изображение Мехрунисы.
2018 год был отмечен вторым её фильмом в сотрудничестве с Мани Ратнамом и третьим тамильским фильмом, «Красное небо». В нём она сыграла Парвати, одну из восьми главных ролей, работая в паре с актёром Арвиндом Свами. Мировая премьера фильма состоялась 27 сентября 2018 года.
Хидари также снялась в политическом триллере Судхира Мишры Daas Dev, являющимся адаптацией, опубликованного в 1917 году, романа Сарата Чандры Чаттопадхая «Девдас», в котором исполнила роль Чандрамукхи. Актриса также появилась в космическом триллере на языке телугу Antariksham 9000 KMPH.

## Личная жизнь
В 2005 и 2009 годах сообщалось о том, что Адити Рао Хидари состояла в браке с Сатьядипом Мишрой, болливудским и телевизионным актёром. Хидари отказалась комментировать своё семейное положение в интервью 2012 года, однако позднее, в интервью 2013 года она упомянула, что они расстались. Хидари познакомилась с Мишрой в возрасте 17 лет, с ним у неё были первые серьёзные отношения. Хидари вышла за него замуж в возрасте 21 года, но держала этот брак в тайне пока не дебютировала в Болливуде. Ныне бывшие супруги являются близкими друзьями.

## Фильмография

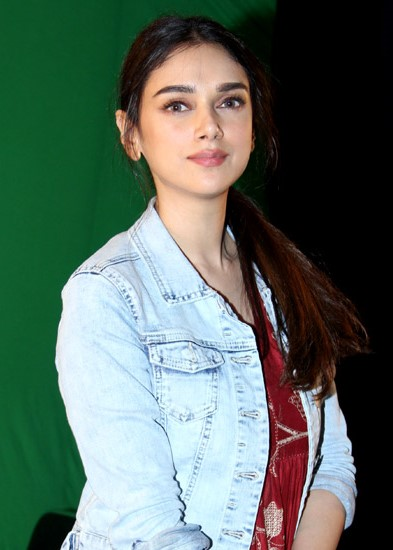
Адити Рао Хидари во время промоушена фильма «Бхуми».

| Год  |   | Русское название             | Оригинальное название                | Роль                                                   |
| ---- | - | ---------------------------- | ------------------------------------ | ------------------------------------------------------ |
| 2006 | ф | Праджапати                   | Prajapathi (малаял.)                 | Савитри                                                |
| 2007 | ф |                              | Sringaram (там.)                     | Мадхура / Варшини                                      |
| 2009 | ф | Дели-6                       | Delhi-6 (хинди)                      | Рама                                                   |
| 2011 | ф | Эта чёртова жизнь            | Yeh Saali Zindagi (хинди)            | Шанти                                                  |
| 2011 | ф | Рок-звезда                   | Rockstar (хинди)                     | Шина                                                   |
| 2012 | ф | Лондон, Париж, Нью-Йорк      | London Paris New York (хинди)        | Латита Кришнан                                         |
| 2013 | ф | Искушение замужней женщины 3 | Murder 3 (хинди)                     | Рошни                                                  |
| 2013 | ф | Босс                         | Boss (хинди)                         | Анкита Тхакур                                          |
| 2014 | ф | Красотка                     | Khoobsurat (хинди)                   | Киара (камео)                                          |
| 2014 | ф |                              | Rama Madhav (мар.)                   | специальное выступление в песне «Loot Liyo Mohe Shyam» |
| 2015 | ф | Гудду и Рангила              | Guddu Rangeel (хинди)                | Бэби                                                   |
| 2016 | ф | Ферзь                        | Wazir (хинди)                        | Рухана Али                                             |
| 2016 | ф | Одержимость                  | Fitoor (хинди)                       | Бегум Хазрат в молодости                               |
| 2016 | ф |                              | The Legend of Michael Mishra (хинди) | Варшали Шукла                                          |
| 2017 | ф | Среди воздуха                | Kaatru Veliyidai (там.)              | Лила Абрахам                                           |
| 2017 | ф | Бхуми                        | Bhoomi (хинди)                       | Бхуми Сачдева                                          |
| 2018 | ф | Падмавати                    | Padmaavat (хинди)                    | Мехруниса                                              |
| 2018 | ф |                              | Daas Dev (хинди)                     | Чандни                                                 |
| 2018 | ф |                              | Sammohanam (тел.)                    | Самира                                                 |
| 2018 | ф | Красное небо                 | Chekka Chivantha Vaanam (там.)       | Парвати                                                |
| 2018 | ф |                              | Antariksham 9000 KMPH (тел.)         | Рия                                                    |
| 2019 | ф | Психо                        | Psycho (там.)                        | в процессе производства                                |

## Награды и номинации
| Год  | Фильм                        | Награда                            | Номинация                              | Результат | Ссылки |
| ---- | ---------------------------- | ---------------------------------- | -------------------------------------- | --------- | ------ |
| 2012 | Эта чёртова жизнь            | Screen Awards                      | лучшая женская роль второго плана      | Победа    | [ 43 ] |
| 2012 | Эта чёртова жизнь            | Stardust Awards                    | лучшая женская роль                    | Номинация |        |
| 2012 | Рок-звезда                   | Producers Guild Film Awards        | лучшая женская роль второго плана      | Номинация |        |
| 2013 | Искушение замужней женщины 3 | BIG Star Entertainment Awards      | самая интересная актриса в триллере    | Номинация |        |
| 2013 | Лондон, Париж, Нью-Йорк      | Stardust Awards                    | лучшая женская роль                    | Номинация |        |
| 2017 | Среди воздуха                | Asiavision Awards                  | лучшая женская роль (тамильская)       | Победа    | [ 44 ] |
| 2017 | Ферзь                        | BIG Zee Entertainment Awards       | самая интересная актриса в триллере    | Номинация | [ 45 ] |
| 2017 | н/д                          | GeoSpa AsiaSpa Awards              | икона стиля в году                     | Победа    |        |
| 2018 | Бхуми                        | Dadasaheb Phalke Excellence Awards | лучшая женская роль по мнению критиков | Победа    | [ 46 ] |
| 2019 | Sammohanam                   | Zee Cine Awards Telugu-2018        | лучший женский дебют                   | Победа    | [ 47 ] |
| 2019 | Sammohanam                   | TSR TV9 National Film Awards       | специальная премия жюри                | Победа    | [ 48 ] |
| 2019 | Падмавати                    | TSR TV9 National Film Awards       | лучшая женская роль на хинди           | Победа    | [ 48 ] |